# Небо—земля—небо
«Небо-земля-небо» — радянський художній фільм 1975 року, знятий режисером Анатолієм Буковським на Кіностудії ім. О. Довженка.

## Сюжет
Фільм, який розповідає про авіаконструкторів, охоплює значний проміжок часу — від 1930-х до наших днів. На цьому фоні показано історію життя видатного вченого, який пройшов нелегкий шлях від молодого робітника, закоханого в авіацію, до генерального конструктора, керівника одного з найбільших конструкторських бюро країни.

## У ролях
- Іван Переверзєв — Раменський, професор
- Ніна Антонова — Галина Раменська
- Олександр Мілютін — Юрій Каштан
- Лев Перфілов — Шевчук
- Володимир Волков — секретар обкому
- Дмитро Миргородський — Снєжков
- Анатолій Соколовський — молодий конструктор
- Катерина Крупеннікова — Розалія Вікторівна
- Людмила Лобза — дружина комсорга
- Микола Мерзлікін — Іван Гай
- Лідія Чащина — епізод
- Валентин Черняк — епізод
- Оксана Григорович — епізод
- Валентин Грудинін — епізод
- Світлана Кондратова — епізод

## Знімальна група
- Режисер — Анатолій Буковський
- Сценаристи — Анатолій Буковський, Борис Медовой, Кирило Рапопорт
- Оператор — Віталій Зимовець
- Художник — Валерій Новаков